# Proctacanthus duryi
Proctacanthus duryi là một loài ruồi trong họ Asilidae. Proctacanthus duryi được Hine miêu tả năm 1911. Loài này phân bố ở vùng Tân Bắc giới.